# Jerzy Ostrowski (modelarz)
Jerzy Ostrowski (ur. 12 lutego 1935 w Częstochowie, zm. 7 stycznia 1985 w Warszawie) – pilot samolotowy, polski modelarz, instruktor modelarstwa I klasy, zawodnik modelarstwa sportowego, konstruktor lotniczy amator.

## Życiorys

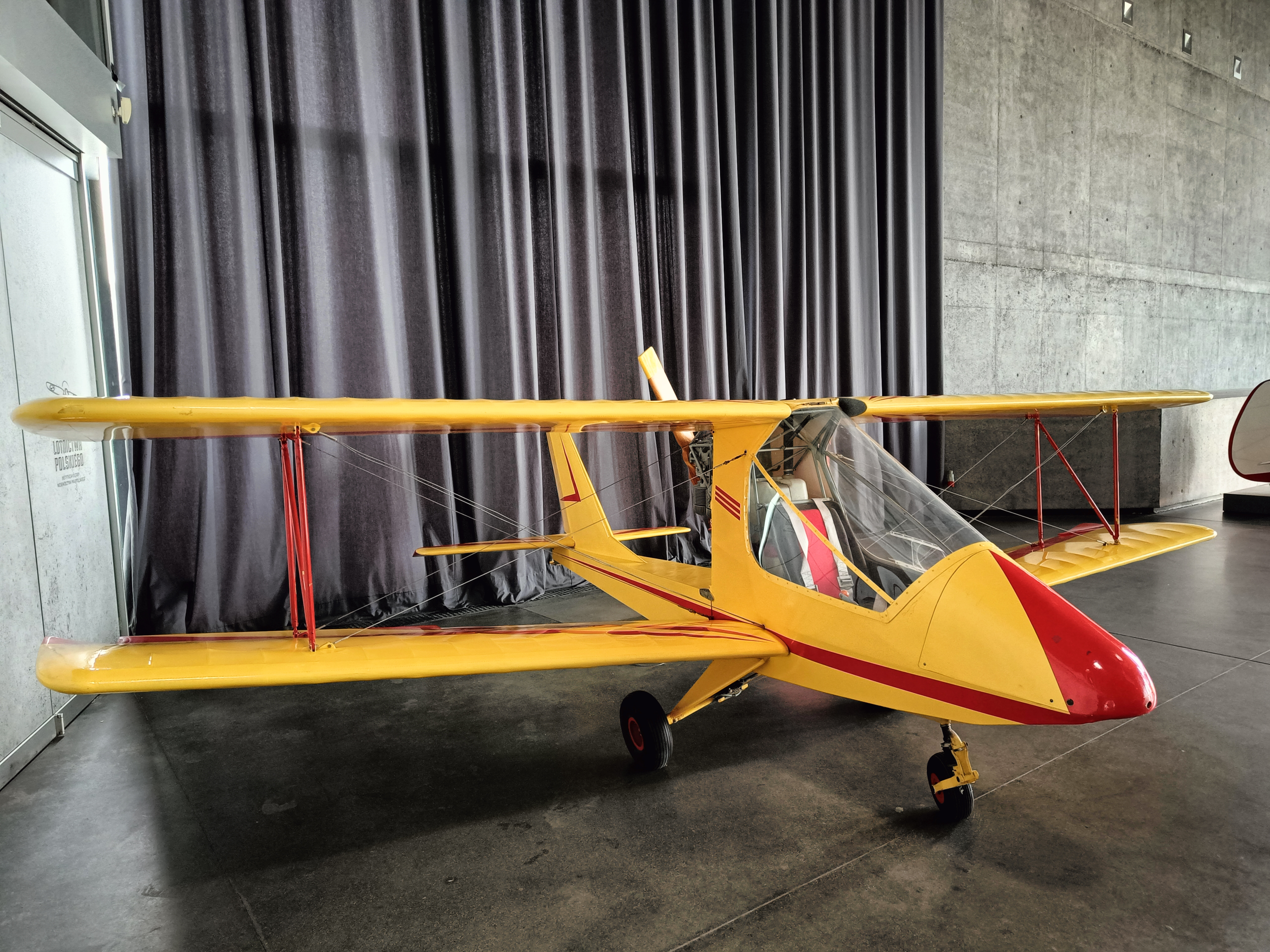
Samolot amatorski Jerzego Ostrowskiego eksponowany w Muzeum Lotnictwa Polskiego w Krakowie

Jerzy Ostrowski urodził się w 1935 r. Pierwsze modele zaczął konstruować w wieku 9 lat. Modele samolotów konstruował uczęszczając do modelarni Młodzieżowego Domu Kultury w Częstochowie. Jako zawodnik Aeroklubu Częstochowskiego po raz pierwszy wziął udział w zawodach na Mistrzostwach Polski modeli latających w 1961 r. w Ciechanowie. Zdobył tam II miejsce w kategorii modeli swobodnie latających z napędem silnikowym F1C. Rozpoczął  budować modele latające na uwięzi, z którymi startował w zawodach krajowych. Był w czołówce najlepszych modelarzy w Polsce, został powołany do kadry narodowej modelarstwa lotniczego i brał udział w zawodach międzynarodowych. Za osiągnięcia sportowe otrzymał najwyższe wyróżnienie modelarskie klasy mistrzowskiej "Złotą Odznakę Modelarską" z trzema diamentami, a 1977 roku otrzymał tytuł Mistrza Sportu. W latach 1981,1982,1984, według miesięcznika "Modelarz", Jerzy Ostrowski był wśród najlepszych modelarzy w Polsce.
W 1977 r. Jerzy Ostrowski  rozpoczął budowę pełnowymiarowego samolotu amatorskiego własnej konstrukcji w klasie eksperymentalnej (Experimental). Samolot dwupłatowy ze śmigłem pchającym wykonał pierwszy lot w 1983 r., który na III Zlocie Amatorów Konstruktorów w 1984 r. w Lesznie otrzymał trzecią nagrodę w konkursie technicznym za staranność wykonania. Zmarł nagle 7 stycznia 1985 r. Pochowany został na Cmentarzu Kule w Częstochowie.

## Zawody modelarskie
Najważniejsze sukcesy w zawodach:
- III miejsce w Leningradzie w kategorii modeli do walki powietrznej (F2D) (1966),
- tytuły Mistrza Polski w dwóch kategoriach w akrobacji (F2B) i kategorii F4A makietach na uwięzi (1967),
- II miejsce w międzynarodowych zawodach w Brnie i Sofii (F2B),
- Mistrzostwa Europy w Hradec Králové  z makietą samolotu  Jak-18 w kategorii F4B  zdobył tytuł mistrzowski (1968),
- tytuł mistrza świata  w  Cranfield w Wielkiej Brytanii zdobył prezentując zbudowany przez siebie model myśliwca De Havilland Hornet (1970),
- I miejsce w kategorii F4A  na Mistrzostwach Europy Modeli Redukcyjno-latających w Czechosłowacji (1970)
- mistrz świata w Tuluzie we Francji (1972)
- wicemistrz świata na Mistrzostwach Świata w Lakehurst w USA, makieta latająca na uwięzi, samolot Lockheed P-38 Lightning(1974).

## Upamiętnienie
- Aeroklub Częstochowski corocznie organizuje zawody modelarskie o Memoriał Zdzisława Szajewskiego i Jerzego Ostrowskiego[2].
- W 1996 r. Aeroklub Polski ustanowił Dyplom im. Jerzego Ostrowskiego przyznawany modelarzom za wybitne osiągnięcia w lotniczym i kosmicznym sporcie modelarskim[3].

## Odznaczenia i wyróżnienia
- wyróżnienie Błękitnych Skrzydeł
- Zasłużony Mistrz Sportu (Nr.2778)
- Złota Odznaka Modelarska z trzema diamentami
- Odznaka „Zasłużony Działacz Lotnictwa Sportowego”